# Eddie Kadi
Eddie Kadi (Kinsasa, 18 de mayo de 1983) es un comediante, presentador y actor británico-congoleño.

## Primeros años
Residente del suroeste de Londres desde 1992, fue alumno de la escuela primaria Fulham, la escuela secundaria Henry Compton, la Academia William Morris y la Universidad de Kingston, de donde se graduó con honores en Tecnología de Medios. Kadi se desempeñó como presidente de la Sociedad Afrocaribeña en la Universidad.

## Carrera

### Comedia
Kadi ganó el premio BECA al mejor cómico revelación en 2006. Fue el primer cómico británico negro que agotó las entradas del IndigO2 de Londres, dos de ellas en 2009. En septiembre de 2010, actuó en el O2 Arena de Londres, donde agotó las entradas para los 13.000 espectadores. Desde entonces ha actuado en todo el mundo, como en el festival de comedia de Joburg, en el Africa Laughs de Uganda, en la noche de las mil risas de Ghana y en los AMVCA, retransmitidos en directo desde Nigeria a los 54 estados africanos.
Kadi se unió a la estrella del hip hop Lauryn Hill en el prestigioso Radio City Music Hall de Nueva York, donde actuó como monologuista en 2017, y siguió con Lauryn Hill y Nas en su gira Powernomic en Estados Unidos, donde actuó como monologuista en varios estados.

### Televisión y radio
Kadi es presentador en BBC Radio 1Xtra en el programa Official UK Afrobeats Charts Show, y apareció como capitán de equipo en la serie 3 del programa de humor de ITV, Sorry, I Didn't Know. Es colaborador habitual del programa de humor deportivo Fighting Talk de BBC Radio 5 Live. También es copresentador del podcast de Amazon Music, The Noughties,  junto a Nadia Jae.
En 2023, Kadi compitió en la vigesimoprimera temporada de Strictly Come Dancing, formando pareja con la bailarina profesional Karen Hauer. Fueron la cuarta pareja eliminada del concurso.

### Actuación
El trabajo de Kadi como actor de doblaje incluye una caracterización en la serie de televisión de animación Tinga Tinga Tales, producida por Tiger-Aspect.
Sus proyectos cinematográficos incluyen el papel protagonista en el cortometraje Area Boys (2007), rodado en África (Lagos, Nigeria) y estrenado en la 51 edición del Festival de Cine de Londres. También aparece como Shank (2010); el vigilante del aparcamiento, Tunde, en Anuvahood (2011); y el DJ de radio en Gone Too Far! (2013).

### Música
Kadi también ha actuado como vocalista junto al artista de hip hop británico Sway y fue invitado a Senegal en 2008 para ser el anfitrión de la inauguración del artista de rap senegalés Akon en su «Konfidence Foundation».